# 科津 (杜布諾區)
50°16′3″N 25°28′5″E / 50.26750°N 25.46806°E
科津（烏克蘭語：Козин），是烏克蘭西北部羅夫諾州杜布諾區科津市镇内的村落及其行政中心。始建於1488年，面積2.13平方公里，海拔高度209米，2024年人口1,406，人口密度每平方公里769人。